# Tour de França de 2003
La 90a edició del Tour de França es va disputar entre el 5 i el 27 de juliol de 2003, amb un recorregut total de 3.427,5 km repartits entre 20 etapes i un pròleg.
En aquesta edició, es va celebrar el centenari de la cursa, que va tenir la seva primera edició l'any 1903 i, per commemorar aquest fet, es va fer un recorregut similar al de la primera edició, sense sortir de França i començant i acabant a París. El recorregut tenia sis finals d'etapa idèntics als del Tour de França de 1903 amb finals a Lió, Marsella, Tolosa, Bordeus, Nantes i París. A més, es va crear un premi especial: la classificació del centenari, que li va ser concedit a Stuart O'Grady. Per calcular aquesta classificació, es sumava la posició final de l'etapa del ciclista en cadascuna de les sis etapes amb final a la mateixa població que el 1903 i guanyava el premi el corredor amb la puntuació més baixa.
Dels 198 participants, el favorit tornava a ser Lance Armstrong, que buscava aconseguir el seu cinquè Tour consecutiu. Entre els seus adversaris, el més perillós semblava ser el basc Joseba Beloki, qui duia tres anys consecutius fent podi. També destacaven entre els favorits l'alemany Jan Ullrich, que tornava a la competició després d'uns mesos de suspensió; Tyler Hamilton, excompany d'equip de Lance Armstrong; i Iban Mayo, que venia de fer un bon paper a la Dauphiné Libéré. Tot i que al final Armstrong va acabar guanyant la cursa, aquest va ser estadísticament i també en paraules d'Armstrong, el pitjor Tour dels set que va guanyar al llarg de la seva carrera.
El Tour de França de 2003 només va comptar amb la presència d'un ciclista català, Joan Antoni Flecha, que debutava en la ronda francesa i va aconseguir un triomf d'etapa després d'un atac a falta de 14 km per la meta en l'onzena etapa entre Narbona i Tolosa.

## Recorregut
El 24 d'octubre de 2002, Jean-Marie LeBlanc, director general del Tour de França, va anunciar el recorregut oficial de l'edició de 2003 en la que se celebraria el centenari d'aquesta competició. Com ja s'havia anunciat prèviament, el recorregut intentaria seguir el realitzat en la primera edició, que va constar de sis etapes amb finals a Lió, Marsella, Tolosa, Bordeus, Nantes i París, i per això el Tour de 2003 també visitaria aquestes ciutats on cadascuna tindria el seu final d'etapa. En aquesta edició hi hauria un pròleg i 20 etapes, de les quals 10 serien planes, 7 de muntanya, 2 contrarellotges individuals, 1 contrarellotge per equips i tindria dues jornades de descans. Cap etapa començaria o acabaria fora de França, tot i que en la 14a etapa s'entraria breument a Espanya. La ruta a més, comptaria amb la majoria dels cims mítics de la ronda gal·la, com el Tourmalet, l'Izoard, el Galibier, el Peyeresourde o l'Aup d'Uès.
La ruta començaria per primer cop des de 1963 a la capital francesa, amb un pròleg de 6,5 km amb final a l'Stade de France. L'endemà, els ciclistes sortirien des del davant del restaurant Reveil Matin, al poble de Montgeron, el punt de sortida de la primera edició. Però abans es faria una sortida neutralitzada entre l'Stade de France i el restaurant Reveil Matin pels carrers de París, i la sortida oficial de l'etapa es faria a les 13:16, la mateixa hora a la que es va sortir el 1903. Després aniria cap a l'est amb dues etapes planes, i en la 4a etapa hi hauria una contrarellotge per equips que començaria a marcar diferències entre els principals favorits. Després en dues etapes el Tour aniria cap al sud passant per Troyes i Nevers i en la 6a etapa s'arribaria a Lió, la segona de les sis ciutats visitades el 1903. D'aquesta manera s'arribaria als Alps, on es veurien les primeres etapes de muntanya. Als Alps s'hi disputarien tres etapes de muntanya on els favorits es diferenciarien de la resta de participants. Després hi hauria una altra etapa plana que aniria de Gap fins a Marsella, que seria la tercera ciutat per on passaria el Tour de les visitades el 1903. L'endemà, 16 de juliol, hi hauria el primer dels dos dies de descans d'aquesta edició, on els ciclistes aprofitarien per viatjar a la ciutat on s'iniciaria la següent etapa, Narbona. L'11a etapa duria els ciclistes a la quarta de les sis ciutats històriques, Tolosa, en una etapa plana de 160 km. L'endemà hi hauria la primera contrarellotge individual de 47 km. Els propers tres dies hi hauria tres etapes de muntanya als Pirineus, on es veuria una batalla entre els favorits per guanyar el màxim de temps possible respecte als rivals. Després de les tres etapes de muntanya, hi hauria un dia de descans al 22 de juliol i l'endemà una altra etapa als Pirineus amb cinc ascensions a ports de muntanya. La següent etapa seria plana i portaria el Tour a Bordeus, la cinquena ciutat de l'edició de 1903 i l'endemà hi hauria una altra etapa plana. Finalment, a la penúltima etapa es disputaria una contrarellotge individual d'on hauria de sortir el guanyador del Tour 2003. Aquesta contrarellotge seria de 49 km i finalitzaria a Nantes, l'última de les sis ciutats per on va passar el Tour l'any 1903. L'última etapa començaria a Ville-d'Avray, la població on va finalitzar el Tour en la seva primera edició, i acabaria amb l'arribada ja tradicional als Camps Elisis de París.

### Opinions respecte al recorregut
Tan bon punt es va conèixer el recorregut que seguiria el Tour de França de 2003, es van recollir les primeres declaracions de diferents ciclistes i personalitats relacionades amb el Tour opinant sobre aquest.
El director del Tour, Jean-Marie LeBlanc, va declarar que no li semblava que Lance Armstrong tingués motius per queixar-se sobre el traçat del Tour i va dir:«Té la possibilitat d'imposar la seva superioritat, si és que n'hi ha alguna de superioritat.» Lance Armstrong va dir sobre el recorregut:«Per mi aquesta cursa sempre és el mateix, dos contrarellotges individuals, una per equips, els Alps, els Pirineus i l'arribada a París.», i es va queixar del fet que en l'edició del centenari no es pugés el Ventor. El francès Richard Virenque va dir:«Hi ha alguna cosa per tothom... pels esprínters, pels escaladors, pels rodadors i pels qui ataquen.»
Els pentacampions del Tour també van opinar de com veien la pròxima edició. Bernard Hinault deia:«Són els corredors, no el recorregut el que ha fet del Tour una cursa tan gran. Crec que l'any que ve serà força igualat, i això pot ajudar Armstrong a igualar el rècord de victòries.» Eddy Merckx opinava:«Crec que Armstrong pot guanyar un altre cop. Mentre sigui a la línia de sortida, no tindrà cap problema en contrarestar els atacs dels seus rivals.» D'altra banda, Miguel Indurain deia:«És una ruta interessant, apropiada per un ciclista complet.» i també opinava:«Crec que hi haurà un bon equilibri entre la muntanya i les contrarellotges. Els Pirineus sembla que seran durs.»
Altres guanyadors d'edicions anteriors del Tour també van aportar la seva opinió sobre la cursa del 2003. El tres vegades campió del Tour, Greg LeMond deia:«Crec que la ruta és equilibrada, però sempre ho ha estat. Sigui quina sigui la ruta, sempre és el ciclista més fort qui guanya.» El danès Bjarne Riis, guanyador del Tour de 1996 i també director d'equip del Team CSC va dir:«Només hi haurà dos finals durs a la muntanya. I, en moltes etapes, els cims més complicats estan situats lluny de la meta. Per tant, crec que les contrarellotges seran molt importants pel resultat final de la cursa.» El campió del Tour de 1988, Pedro Delgado, opinava:«És un Tour de França molt equilibrat i certament el gran favorit serà un ciclista fort en les contrarellotges. Aquest no és un Tour pels millors escaladors, així que el favorit número 1 és Lance Armstrong i també Jan Ullrich.»

## Equips

### Equips classificats automàticament
| - Fassa Bortolo - US Postal - Lotto-Domo - Cofidis - Team Bianchi - ONCE-Eroski - iBanesto.com | - Rabobank - Team CSC - Team Gerolsteiner - Team Telekom - Kelme-Costa Blanca - Alessio - Vini Caldirola-So.Di |

### Equips convidats
| - Quick Step-Davitamon - Saeco - Crédit Agricole - FDJeux.com | - Jean Delatour - AG2R Prévoyance - Brioches La Boulangère - Euskaltel-Euskadi |

| Núm.    | Codi | Equip              |
| ------- | ---- | ------------------ |
| 1-9     | USP  | US Postal Service  |
| 11-19   | ONC  | ONCE-Eroski        |
| 21-29   | TEL  | Team Telekom       |
| 31-39   | BAN  | iBanesto.com       |
| 41-49   | RAB  | Rabobank           |
| 51-59   | SAE  | Saeco              |
| 61-69   | COF  | Cofidis            |
| 71-79   | CSC  | Team CSC           |
| 81-89   | FAS  | Fassa Bortolo      |
| 91-99   | FDJ  | fdjeux.com         |
| 101-109 | KEL  | Kelme-Costa Blanca |

| Núm.    | Codi | Equip                  |
| ------- | ---- | ---------------------- |
| 111-119 | QSD  | Quick Step-Davitamon   |
| 121-129 | C.A  | Crédit Agricole        |
| 131-139 | TBI  | Team Bianchi           |
| 141-149 | LOT  | Lotto-Domo             |
| 151-159 | A2R  | AG2R Prévoyance        |
| 161-169 | VIN  | Vini Caldirola-So.Di.  |
| 171-179 | EUS  | Euskaltel-Euskadi      |
| 181-189 | BLB  | Brioches La Boulangère |
| 191-199 | GST  | Team Gerolsteiner      |
| 201-209 | ALS  | Alessio                |
| 211-219 | DEL  | Jean Delatour          |

## Etapes
| Etapa     | Data              | Ciutats d'etapa                     | Tipus                     | Tipus                     | Km                 | Guanyador            | Líder              |
| --------- | ----------------- | ----------------------------------- | ------------------------- | ------------------------- | ------------------ | -------------------- | ------------------ |
| Pròleg    | 5 de juliol, ds.  | París – París                       | Contrarellotge individual | Contrarellotge individual | 6,5                | Bradley McGee        | Bradley McGee      |
| 1a etapa  | 6 de juliol, dg.  | Saint-Denis/Montgeron – Meaux       | Etapa plana               | Etapa plana               | 168                | Alessandro Petacchi  | Bradley McGee      |
| 2a etapa  | 7 de juliol, dl.  | La Ferté-sous-Jouarre – Sedan       | Etapa plana               | Etapa plana               | 204,5              | Baden Cooke          | Bradley McGee      |
| 3a etapa  | 8 de juliol, dm.  | Charleville-Mézières – Saint-Dizier | Etapa plana               | Etapa plana               | 167,5              | Alessandro Petacchi  | Jean-Patrick Nazon |
| 4a etapa  | 9 de juliol, dx.  | Joinville – Saint-Dizier            | Contrarellotge individual | Contrarellotge per equips | 69                 | US Postal            | Víctor Hugo Peña   |
| 5a etapa  | 10 de juliol, dj. | Troyes – Nevers                     | Etapa plana               | Etapa plana               | 196,5              | Alessandro Petacchi  | Víctor Hugo Peña   |
| 6a etapa  | 11 de juliol, dv. | Nevers – Lió                        | Etapa trencacames         | Etapa plana               | 230                | Alessandro Petacchi  | Víctor Hugo Peña   |
| 7a etapa  | 12 de juliol, ds. | Lió – Morzena                       | Etapa de muntanya         | Etapa de muntanya         | 230,5              | Richard Virenque     | Richard Virenque   |
| 8a etapa  | 13 de juliol, dg. | Sallanches – L'Aup d'Uès            | Etapa de muntanya         | Etapa de muntanya         | 219                | Iban Mayo            | Lance Armstrong    |
| 9a etapa  | 14 de juliol, dl. | Le Bourg-d'Oisans – Gap             | Etapa de muntanya         | Etapa de muntanya         | 184,5              | Alexandre Vinokourov | Lance Armstrong    |
| 10a etapa | 15 de juliol, dm. | Gap – Marsella                      | Etapa plana               | Etapa plana               | 219,5              | Jakob Piil           | Lance Armstrong    |
|           | 16 de juliol, dx. | (etapa de descans)                  | (etapa de descans)        | (etapa de descans)        | (etapa de descans) |                      |                    |
| 11a etapa | 17 de juliol, dj. | Narbona – Tolosa                    | Etapa plana               | Etapa plana               | 153,5              | Joan Antoni Flecha   | Lance Armstrong    |
| 12a etapa | 18 de juliol, dv. | Galhac – Cap' Découverte            | Contrarellotge individual | Contrarellotge individual | 47                 | Jan Ullrich          | Lance Armstrong    |
| 13a etapa | 19 de juliol, ds. | Tolosa – Ax 3 Domaines              | Etapa de muntanya         | Etapa de muntanya         | 197,5              | Carlos Sastre        | Lance Armstrong    |
| 14a etapa | 20 de juliol, dg. | Sent Gironç – Lodenvièla            | Etapa de muntanya         | Etapa de muntanya         | 191,5              | Gilberto Simoni      | Lance Armstrong    |
| 15a etapa | 21 de juliol, dl. | Banhèras de Bigòrra – Luz-Ardiden   | Etapa de muntanya         | Etapa de muntanya         | 159,5              | Lance Armstrong      | Lance Armstrong    |
|           | 22 de juliol, dm. | (etapa de descans)                  | (etapa de descans)        | (etapa de descans)        | (etapa de descans) |                      |                    |
| 16a etapa | 23 de juliol, dx. | Pau – Baiona                        | Etapa de muntanya         | Etapa de muntanya         | 197,5              | Tyler Hamilton       | Lance Armstrong    |
| 17a etapa | 24 de juliol, dj. | Dacs – Bordeus                      | Etapa plana               | Etapa plana               | 181                | Servais Knaven       | Lance Armstrong    |
| 18a etapa | 25 de juliol, dv. | Bordeus – Saint-Maixent-l'École     | Etapa plana               | Etapa plana               | 203,5              | Pablo Lastras        | Lance Armstrong    |
| 19a etapa | 26 de juliol, ds. | Pornic – Nantes                     | Contrarellotge individual | Contrarellotge individual | 49                 | David Millar         | Lance Armstrong    |
| 20a etapa | 27 de juliol, dg. | Ville-d'Avray – París-Camps Elisis  | Etapa plana               | Etapa plana               | 152                | Jean-Patrick Nazon   | Lance Armstrong    |

## Diari d'etapa

### Pròleg (5 de juliol)
El pròleg del Tour de França de 2003, va servir perquè Bradley McGee es vestís per primera vegada de groc. Amb un temps de 7:26.160, va guanyar el pròleg per davant de David Millar, a qui li va saltar la cadena fent-li perdre temps i es va quedar a menys d'un segon de superar McGee. Jan Ullrich va ser el millor classificat d'entre els favorits quedant en quarta posició. Lance Armstrong, que corria de groc, va obtenir la setena posició. Haimar Zubeldia que corria el seu primer Tour va protagonitzar la sorpresa del dia, ja que sense ser un especialista dels pròlegs va marcar el tercer millor temps.

### 1a etapa (6 de juliol)
La primera etapa plana del Tour constava de 168 km, amb tres esprints intermedis i tres ports de quarta categoria. Després del primer esprint situat al quilòmetre dinou, tres ciclistes van atacar i van protagonitzar l'escapada del dia. Els tres van seguir fugats fins al quilòmetre 156, quan només en faltaven dotze per finalitzar l'etapa. Els ciclistes es van preparar per un esprint final frenètic que va acabar guanyant l'italià Petacchi, que es va imposar a McEwen i Zabel, segon i tercer respectivament. A falta de 500m es va produir una caiguda en la qual s'hi van veure involucrats uns 30 ciclistes entre els quals hi havia el líder Bradley McGee, Lance Armstrong, Levi Leipheimer, qui es va trencar el maluc per la part esquerra i va haver d'abandonar la cursa; i Tyler Hamilton, que es va trencar la clavícula i semblava que no podria seguir competint al Tour. En finalitzar el dia, McGee conservava el mallot groc i Cristophe Mengin era el primer d'aquesta edició en vestir-se amb el mallot de la muntanya.

### 2a etapa (7 de juliol)
Finalment l'americà Tyler Hamilton va poder participar en la segona etapa, que també semblava que es resoldria a l'esprint. Al llarg del recorregut hi havia tres esprints intermedis i dos ports de muntanya de quarta categoria. Els francesos Jégou i Finot van atacar quan només s'havien fet cinc quilòmetres i van arribar a obtenir una diferència màxima respecte al pilot d'onze minuts, però a falta de quatre quilòmetres van ser neutralitzats pel pilot. McGee va llençar l'esprint al seu company d'equip Baden Cooke, qui va acabar guanyant l'etapa.

### 3a etapa (8 de juliol)
La tercera etapa començava amb un Danilo Di Luca amb problemes per seguir el ritme del pilot en els primers quilòmetres a causa d'una infecció que patia des de l'inici de la cursa. Va haver-hi diferents atacs durant el dia, el primer a tenir èxit es va produir al quilòmetre trenta-tres, però no va durar gaire estona. Al quilòmetre 83 Anthony Geslin es va escapar però només va aconseguir tres minuts d'avantatge respecte al pilot i el van atrapar poc abans de la meta. A falta de 250m per la línia d'arribada René Haselbacher va caure i va estar a punt de tirar a terra a McEwen. Finalment, l'esprint se'l va adjudicar altre cop Alessandro Petacchi. Jean-Patrick Nazon va pujar al podi en finalitzar l'etapa per vestir-se amb el mallot groc, que havia aconseguit gràcies a les bonificacions obtingudes en els tres esprints intermedis.

### 4a etapa (9 de juliol)
Pel cinquè dia del Tour hi havia programada una contrarellotge per equips. El US Postal va dominar la prova i va guanyar per primer cop la contrarellotge per equips, marcant un temps trenta segons millor que el segon classificat, l'equip ONCE-Eroski. En tercera posició va quedar l'equip de Jan Ullrich a quaranta-tres segons dels primers. A més, Víctor Hugo Peña es va vestir de groc, essent el primer colombià a fer-ho en els cent anys d'història del Tour. En segona posició a només un segon hi havia Lance Armstrong, Joseba Beloki era novè a trenta-tres segons i Ullrich dotzè a trenta-nou segons.

### 5a etapa (10 de juliol)
Alessandro Petacchi va tornar a guanyar l'esprint final i va aconseguir la tercera victòria en cinc etapes. Frédéric Finot es va escapar juntament amb quatre ciclistes més i va sumar sis punts que li van permetre vestir-se amb el mallot de la muntanya. Víctor Hugo Peña va mantenir el mallot groc i Robbie McEwen veia com perillava el mallot verd, ja que Petacchi s'havia col·locat a només un punt en la classificació per punts.

### 6a etapa (11 de juliol)
La segona etapa més llarga de l'edició acabava a Lió, on es repartirien els primers punts de la classificació del centenari. Stuart O'Grady i Anthony Geslin van protagonitzar l'atac del dia, que va durar uns dos-cents quilòmetres i van arribar a tenir fins a divuit minuts d'avantatge, però van ser atrapats a només cinc-cents metres de la línia d'arribada. A l'esprint, Alessandro Petacchi va avançar als escapats i va guanyar per quarta vegada en aquesta edició l'etapa, per davant de Baden Cooke i de Fabrizio Guidi. Gràcies a aquesta victòria, Petacchi es va situar en primera posició de la classificació de la regularitat. Christophe Mengin va recuperar el mallot de la muntanya i Víctor Hugo Peña seguia liderant la classificació general.

### 7a etapa (12 de juliol)
Al dissabte arribava la primera etapa de muntanya amb cinc ports per pujar. Des d'un inici quatre ciclistes es van escapar i van començar a obrir diferències amb el pilot. En el primer port Jesús Manzano i Richard Virenque van atacar per atrapar al grup capdavanter, tot i que eren a quatre minuts. Virenque va deixar enrere a Manzano, qui poc després va baixar de la bici, ja que estava deshidratat i no va poder acabar l'etapa. En aquest mateix port, Petacchi va dir prou i va abandonar la cursa pujant al cotxe del seu equip. Virenque va atrapar als escapats poc abans d'escalar el segon port, mentre el US Postal intentava reduir la distància que era de sis minuts. Virenque va aprofitar per anar acumulant punts en els ports de muntanya del dia. La distància amb el pilot anava augmentant i arribava als vuit minuts. Al Col de la Ramaz, Virenque va atacar, deixant enrere als seus companys d'escapada. Mentrestant, el pilot començava a retallar temps respecte a la tête de la course i només hi quedaven uns trenta ciclistes. Finalment, Virenque va arribar en solitari a la meta i es va alçar amb la victòria d'etapa. Ara calia esperar a veure quant de temps aconseguia respecte al líder per saber si es vestiria de groc. El segon classificat va ser Rolf Adag a 2' 29" de Virenque. El pilot va arribar a 4' 06" de Virenque, de manera que aquest es va situar en primera posició en la classificació general, just per davant de Lance Armstrong que era a 2' 37". A més, Virenque es va vestir amb el mallot de la muntanya i li van concedir el premi de la combativitat. Amb la retirada de Petacchi, Baden Cooke es vestia de verd i Ménxov, que era catorzè a la general, es vestia amb el mallot blanc.

### 8a etapa (13 de juliol)

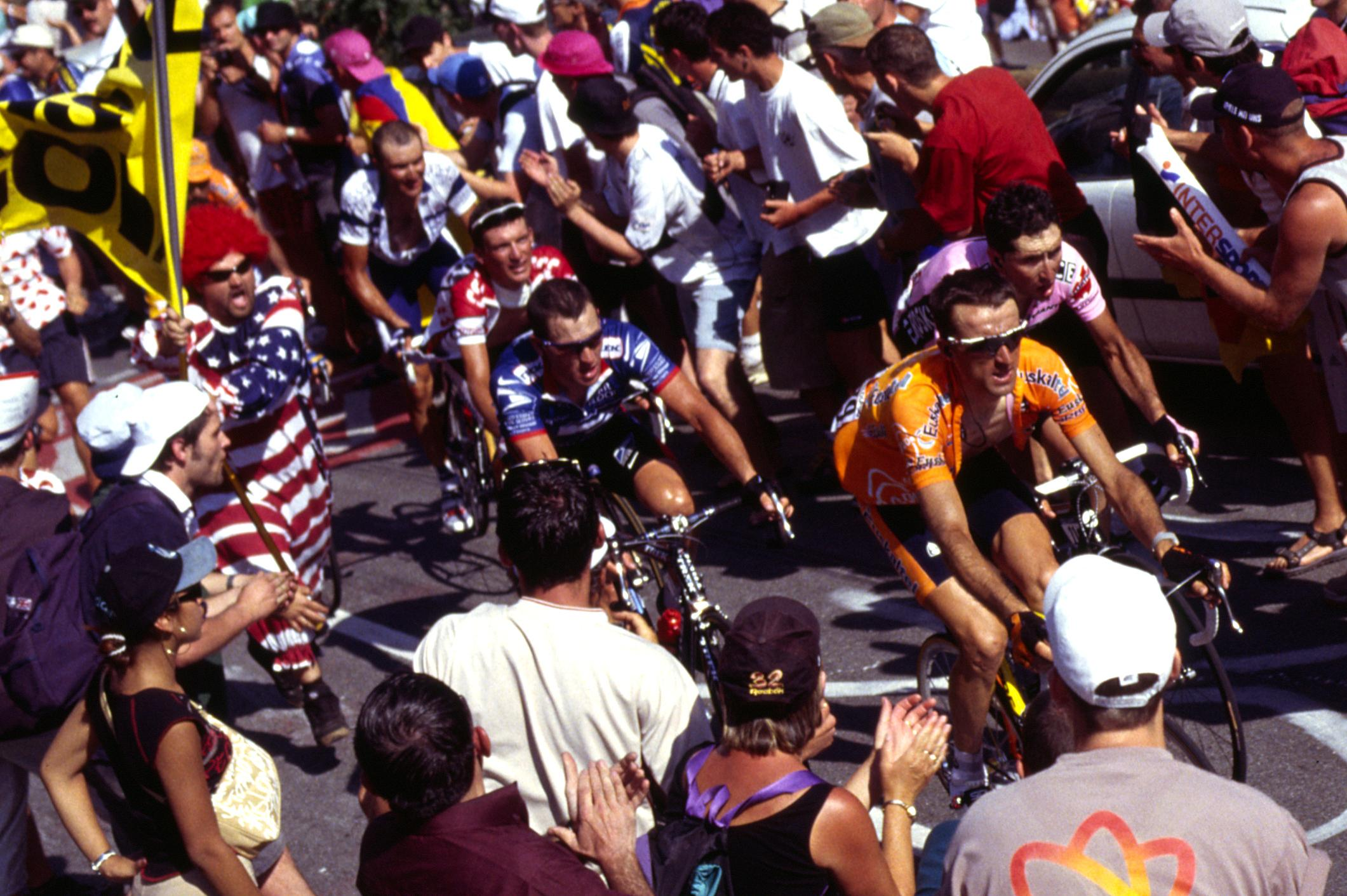
Ascens a l'Aup d'Uès amb Lance Armstrong, Tyler Hamilton, Ivan Basso, Haimar Zubeldia i Joseba Beloki.

La segona etapa de muntanya es presentava com una candidata a ser l'etapa reina de l'edició, ja que passava per cinc ports entre els quals destacaven el Col du Télégraph, el Col du Galibier i finalment l'Aup d'Uès. El pilot va començar imposant un ritme fort des de bon inici, fet que va provocar que en el pas pel primer port no hi hagués cap escapat i Virenque pogués obtenir els 10 punts atorgats al primer a coronar el port. El segon port també va ser coronat en primer lloc per Virenque, que seguia sumant punts de cara a obtenir el seu sisè mallot de la muntanya. Finalment, un petit grup de quatre ciclistes es va escapar aconseguint avantatges de fins a tres minuts. Un dels escapats es va despenjar en l'ascens del Télégraph, mentre que els altres tres aconseguien coronar-lo amb 2’ 15" respecte al pilot. Després del descens del port, el US Postal va començar a augmentar el rimte del pilot per començar a descartar als no favorits. En l'ascens del Galibier els escapats van ser neutralitzats pel pilot, que estava començant a disminuir en nombre de ciclistes. En l'esprint per aconseguir els punts de muntanya, Garzelli es va avançar als seus rivals i va obtenir 40 punts, mentre que Virenque va ser quart. Al descens van atacar Astarloza i Rous que van obrir un forat de fins a tres minuts, en part gràcies al fet que Armstrong va tocar la roda de la bicicleta de Roberto Heras i va sortir de la carretera, fent que hagués de canviar de bicicleta i disminuís la velocitat del pilot.
A l'inici de l'Aup d'Uès, els sis homes del US Postal que encara restaven al pilot va imposar un ritme molt dur, que va fer que Virenque, Ullrich i Beloki es despengessin. Només Vinokúrov, Hamilton i Moreau es mantenien a roda de Lance Armstrong. Poc després Zubeldia, Mayo i Beloki van retornar al grup d'Armstrong, mentre que Ullrich seguia per darrere. A falta de deu quilòmetres Vinokúrov va atacar i Beloki li va sortir a roda, mentre que Armstrong va preferir quedar-se amb Heras i els altres favorits es mantenien a roda d'Armstrong. En poca estona Beloki va avançar als escapats i ja era tête de la course i passat un quilòmetre, Armstrong va fer un canvi de ritme que li van seguir a roda Mayo i Hamilton, mentre que Beloki era a 12". El grup d'Armstrong va acabar atrapant a Beloki i just quan ho feien, Iban Mayo atacava. Mentre aquest anava guanyant metres, a l'altre grup anaven arribant ciclistes i ara hi havia Armstrong, Beloki, Hamilton, Zubeldia, Heras, Vinokúrov, Mancebo i Laiseka. A cinc quilòmetres per la meta va atacar Vinokúrov, mentre Basso s'unia al grup i Mayo acumulava ja un minut de diferència. Mayo va acabar guanyant l'etapa, darrere seu va arribar Vinokúrov a 1’ 45" i finalment va arribar el grup dels favorits fent un esprint final per obtenir la bonificació que va guanyar Lance Armstrong. Amb aquest resultat, Armstrong passava a ser el líder del Tour amb 40" de diferència respecte al segon classificat, Joseba Beloki. En finalitzar l'etapa, Armstrong va declarar que no s'havia sentit bé al Galibier i que per això havia volgut fer una etapa més conservadora deixant anar a Mayo i controlant a Beloki. D'altra banda Mayo va dir:«Guanyar aquí és un somni fet realitat, he estat capaç de fer-ho perquè he atacat en el millor moment.»

### 9a etapa (14 de juliol)
El dia començava amb quatre ports per davant entre els quals destacava el Col d'Izoard. A l'arribar a aquest port, hi havia un petit grup amb set escapats a 4’ 30” del pilot on Armstrong encara hi tenia cinc companys. Mentre escalaven el tercer port, Beloki va atacar i el van seguir Armstrong, Mayo, Ullrich, Vinokúrov i Hamilton, que cal recordar que s'havia trencat la clavícula a la primera etapa. Quatre ciclistes més es van unir al grup de favorits. Al baixar el port, s'hi van afegir més ciclistes, mentre que el grup d'escapats que ara comptava amb quatre ciclistes es mantenia a 1’ 45” del pilot. Al pujar l'últim port, Vinokúrov va atacar i ningú el va seguir. Mentre pujava va caçar als escapats i també els va deixar enrere. Faltant un quilòmetre pel cim, Armstrong i Heras van augmentar el ritme del grup per retallar diferències, fent que s'anessin seleccionant només els millors ciclistes. Al coronar el port, hi havia un grup d'onze ciclistes perseguint a Vinokúrov. En el descens Beloki i Armstrong eren més ràpids que els altres i començaven a escapar-se del grup, però a falta de quatre quilòmetres, Beloki que arribava molt ràpid a un revolt va caure a terra. Armstrong que venia just per darrere el va poder esquivar però no va poder seguir la carretera i va baixar camp a través, amb tanta sort que just a sota hi havia de nou la carretera i a més no va punxar. Finalment Vinokúrov va guanyar l'etapa, mentre que el grup perseguidor amb els favorits arribava a 36”. Beloki va ser traslladat a l'hospital on li van diagnosticar fractures a la cama, colze i canell dret, que el van obligar a abandonar el Tour i que malauradament van fer que mai més tornés a ser un ciclista per lluitar per la general. En finalitzar l'etapa, Armstrong, que duia 21” d'avantatge respecte Vinokúrov que s'havia situat en segona posició, deia:«Beloki anava massa ràpid a l'arribar al revolt i se n'ha adonat, ha frenat i ha bloquejat la roda del darrere. Aquesta roda ha començat a patinar sense control i el pneumàtic li ha rebentat... No podia anar cap a la dreta perquè el revolt era massa pronunciat, tampoc podia anar recte perquè toparia amb Beloki, així que he hagut d'anar per l'esquerra cap al camp. Ha passat molt ràpid, pensava que Beloki canviaria ràpidament de bicicleta i que ens seguiria immediatament... l'accident no semblava tant greu.»

### 10a etapa (15 de juliol)
El dia abans del primer dia de descans el Tour arribava a Marsella, on es tornarien a repartir punts de cara a la classificació del centenari. Nou ciclistes es van escapar i van arribar a obtenir vint-i-dos minuts d'avantatge. Faltant quaranta quilòmetres, José Enrique Gutiérrez va atacar obrint forat respecte als altres vuit escapats. Però finalment el danès Piil i l'italià Sacchi el van atrapar i el van deixar enrere. A l'esprint Jakob Piil es va imposar a l'italià i va guanyar la seva primera etapa en un Tour. A l'arribar a la jornada de descans, Armstrong era el líder de la general, Cooke duia el mallot verd, Virenque era el líder de la muntanya, Ménxov era el millor jove, el Team CSC se situava després d'aquesta etapa en primera posició de la classificació per equips i Damien Nazon era el nou líder de la classificació del centenari.

### 11a etapa (17 de juliol)
Després de dia de descans tocava una etapa plana amb final a Tolosa on es tornarien a donar punts per la classificació del centenari. A l'escapada del dia hi havia vuit ciclistes i a falta de vint quilòmetres, el català Joan Antoni Flecha va atacar deixant enrere els altres escapats, però ràpidament el van atrapar. Finalment, faltant catorze quilòmetres per l'arribada Flecha va tornar a atacar i aquest cop ja no el van atrapar. Flecha va acabar guanyant l'etapa a 42” del pilot i ho va celebrar emulant un arquer disparant una fletxa. El nou líder de la classificació del centenari era Baden Cooke.

### 12a etapa (18 de juliol)

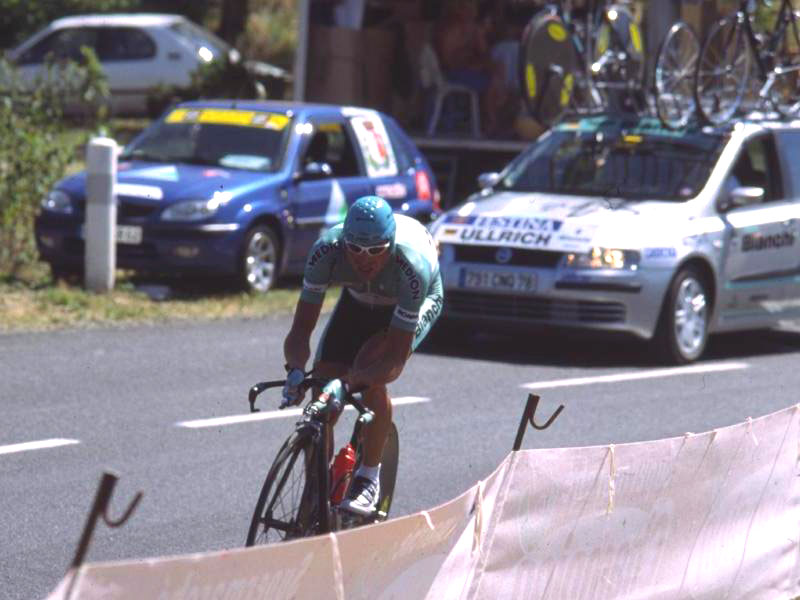
Jan Ullrich a la contrarellotge de Galhac.

Per la 12a etapa hi havia programada la primera contrarellotge individual. Jan Ullrich es va imposar amb molta diferència als seus contrincants i va guanyar l'etapa amb 1' 36" d'avantatge respecte al segon classificat del dia, Lance Armstrong. Vinokúrov va fer el tercer millor temps del dia quedant a 2' 06" d'Ullrich, Zubeldia va quedar quart i Hamilton cinquè. A la general, Ullrich se situava en segona posició a 1' 01" d'Armstrong, i Vinokúrov era el tercer a 4' 14” del líder. Aquest va ser el primer cop que Ullrich guanyava una contrarellotge al Tour i també el primer cop que batia a Armstrong en una crono al Tour.

### 13a etapa (19 de juliol)
En la 13a etapa els ciclistes passarien per primer cop pel Port de Pailhères. Mentre avançava l'etapa a poc a poc s'anaven seleccionant els ciclistes, de manera que quan van arribar a l'últim port a Ax 3 Domaines només hi havia setze ciclistes en el grup d'Armstrong i hi havia tres escapats: Mercado, Sastre i Rubiera. A mitja escalada del port, Virenque i Hamilton es despenjaven del grup i Mayo començava a tenir problemes per mantenir el ritme. Rubiera es va despenjar dels escapats per ajudar a Lance Armstrong en l'ascens i el grup perseguidor s'havia reduït a només sis ciclistes, els dos del US Postal, Ullrich, Vinokúrov, Basso i Zubeldia; mentrestant Sastre es mantenia en primera posició a 1' 31" dels perseguidors. A falta de dos quilòmetres i després de diversos atacs, Zubeldia amb Ullrich i Vinokúrov a roda van deixar enrere el grup d'Armstrong que no podia atrapar-los. Al final, Sastre va guanyar l'etapa amb 1' 01" respecte Ullrich i Zubeldia, segon i tercer respectivament, Armstrong va cedir 7" respecte Ullrich i Vinokúrov en va perdre 17.

### 14a etapa (20 de juliol)
Quatre quilòmetres després de la sortida, un grup de disset ciclistes entre els quals hi destacaven el guanyador del Giro Gilberto Simoni i Richard Virenque es van escapar. A vint quilòmetres per la meta, mentre es pujava el Peyresourde, Vinokúrov va atacar deixant enrere el grup amb Armstrong i Ullrich que no responien al seu atac i a quinze quilòmetres de la meta ja els treia un minut d'avantatge, fet que el situava com a mallot groc virtual. Però Ullrich va començar a marcar un ritme fort per evitar-ho, i més amunt va ser Armstrong qui marcava el ritme per atrapar al kazakh. Al descens del Peyresourde van aconseguir reduir la diferència amb Vinokúrov que encara podia vestir-se amb el mallot groc. L'etapa es va decidir a l'esprint entre quatre dels escapats i finalment va acabar guanyant Simoni. Vinokúrov va arribar a 41" del guanyador i Armstrong i Ullrich van passar per la meta a 43" de Vinokúrov, per tant Vinokúrov se situava a només 18" d'Armstrong a la general i a 3" d'Ullrich. A l'acabar l'etapa Armstrong va declarar:«No estic rodant tan bé com anys anteriors. Si mires els temps de l'Aup d'Uès, el vaig pujar quatre minuts més lent. Alguna cosa no va bé.»

### 15a etapa (21 de juliol)
Abans de la jornada de descans tocava una altra etapa de muntanya que passava pel Tourmalet i acabava al Luz-Ardiden. Al passar pel primer port de quarta categoria, Sylvain Chavanel i Santiago Botero van atacar deixant enrere el pilot. Quan van arribar al Col d'Aspin duien un avantatge de 9' 30". En arribar al Tourmalet, el francès va deixar enrere a Botero i se'n va anar tot sol. Al Tourmalet, Ullrich va augmentar al ritme i va atacar faltant vuit quilòmetres per pujar, però Armstrong va poder reaccionar a l'atac juntament amb Hamilton, Zubeldia i Mayo. Vinokúrov no va ser capaç de seguir el ritme i va coronar el port a 1' 15" dels favorits. Quan Chavanel va arribar a l'últim port duia 5' d'avantatge respecte als perseguidors. En l'ascens de Luz-Ardiden, Iban Mayo va provar d'atacar i ràpidament Armstrong li va sortir a roda i quan Ullrich va veure que l'americà es distanciava va reaccionar i va anar a buscar-li la roda. Armstrong va avançar a Mayo i quan començava a distanciar-se dels altres favorits el seu manillar va topar amb la bossa d'un espectador i va caure a terra. Mayo, que venia per darrere, també va caure i Ullrich els va poder esquivar. Tots els favorits el van passar de llarg, però no van augmentar el ritme perquè les normes no escrites del ciclisme diuen que cal esperar als ciclistes que han caigut. Armstrong es va aixecar ràpidament i va atrapar als favorits amb l'ajut de Roberto Heras. Els nervis però es feien evidents quan Armstrong mentre pujava va estar a punt de caure un altre cop, ja que mentre avançava a Iban Mayo li va relliscar el peu del pedal i va estar a punt de tornar a tirar al basc a terra. Quan tots els favorits tornaven a rodar junts, Armstrong va atacar deixant enrere als seus competidors. A falta de quatre quilòmetres pel cim va avançar a Chavanel i va acabar guanyant l'etapa. Ullrich va arribar en un grup amb Mayo i Zubeldia a 40" d'Armstrong, de manera que en la general l'alemany ara estava a 1' 07".

### 16a etapa (23 de juliol)
A l'inici de l'etapa ja es van produir els primers atacs, però no van tenir èxit fins al quilòmetre cinquanta-tres, quan un grup de disset ciclistes es van escapar. Pujant el Col du Soudet, Tyler Hamilton va atacar amb Laiseka i Aerts i van coronar el port a 3' dels escapats. A l'últim port del dia, Hamilton, que ja havia atrapat als escapats, va atacar i va deixar enrere als seus companys d'escapada i va coronar a 4' del pilot. Hamilton va ser capaç d'arribar fins a la meta tot sol i va guanyar l'etapa amb 1' 55" de diferència respecte al pilot. En l'esprint per ser el segon classificat del dia, Zabel es va imposar als seus rivals.

### 17a etapa (24 de juliol)
En una nova etapa plana, els favorits esperaven que arribes la contrarellotge final per decidir el guanyador i mentrestant els equips que no havien guanyat cap etapa intentaven aprofitar les últimes etapes planes per aconseguir-ne una. Un grup de deu corredors duia des del primer quilòmetre escapat i van arribar a obtenir setze minuts d'avantatge. Entre ells es van jugar l'etapa i faltant divuit quilòmetres per la meta l'holandès Servais Knaven va atacar i va acabar guanyant l'etapa. McEwen va retallar la distància amb Baden Cooke per aconseguir el mallot verd, i aquest segon seguia líder de la classificació del centenari després de passar per Bordeus.

### 18a etapa (25 de juliol)
La divuitena etapa també era plana i semblava que no hi hauria cap canvi en la classificació entre els favorits, quan de sobte en el primer esprint intermedi Jan Ullrich va passar en segon posició i Armstrong tercer, de manera que l'alemany li va retallar dos segons l'estatunidenc. L'escapada del dia constava de setze ciclistes que van disputar entre ells l'etapa que finalment va acabar guanyant Pablo Lastras. McEwen va guanyar l'esprint del pilot i es va situar en primera posició en la classificació de la regularitat, prenent-li el mallot verd a Baden Cooke.

### 19a etapa (26 de juliol)
Finalment va arribar la contrarellotge on es decidiria el guanyador del Tour de 2003. L'etapa es va disputar sota la pluja i amb forts vents. David Millar va marcar el millor temps del dia tot i que va caure amb un temps de 54' 05". Però el que realment interessava era el duel entre Jan Ullrich i Lance Armstrong. Primer va sortir l'alemany que necessitava retallar 1,3 segons per quilòmetre a l'americà per ser líder, i després va sortir Lance Armstrong que semblava molt segur de si mateix. Al principi Armstrong semblava que no anava tan ràpid com l'alemany, però ràpidament va trobar el ritme bo. En el primer quilòmetre, Armstrong perdia 6" respecte Ullrich. Quan passaven pel quilòmetre quatre, la diferència era de 5”, per tant Armstrong li havia retallat un segon a l'alemany. La diferència de cadències es feia evident amb Armstrong pedalant a 110rpm i Ullrich a 95rpm. Al primer punt de control, Ullrich va marcar un temps de 15' 42" amb una velocitat mitjana de 57,32 km/h i Armstrong va fer exactament el mateix temps. Armstrong anava més ràpid que Ullrich i per primer cop era ell qui li treia segons al rival amb un màxim de 6". A quinze quilòmetres de la meta era Ullrich qui li treia 3" a Armstrong, però no era suficient per guanyar el Tour. Al cap de poc en una rotonda Ullrich va caure a terra i tot i que es va aixecar ràpidament va perdre uns 15". Al tercer punt de control, Armstrong li treia 10" a Ullrich i així és com van arribar a la meta, l'alemany en quarta posició a 24" de David Millar i Armstrong en tercera posició a 14" del britànic. El segon classificat de l'etapa va ser Tyler Hamilton que es va quedar a 9" de Millar i va guanyar dues posicions a la general, quedant en quarta posició. A l'acabar, Armstrong va declarar:«Quan he sentit que Ullrich ha caigut he decidit no prendre cap risc. M'ho he pres amb calma perquè guanyat l'etapa no era important.» Ullrich, que a diferència d'Armstrong no havia rodat pel circuit al matí va dir que no estava prenent cap mena de risc i que quan havia caigut ja no lluitava pel Tour sinó per l'etapa. D'altra banda, O'Grady es va posar líder de la classificació del centenari.

### 20a etapa (27 de juliol)
L'última etapa va servir per decidir el guanyador del mallot verd, ja que la resta de classificacions ja estaven decidides. Al primer esprint intermedi, Baden Cooke va ser primer i Robbie McEwen segon i al segon esprint McEwen va passar en primera posició i Cooke va ser el segon, de manera que tot es decidiria a l'esprint final. Quan els ciclistes feien l'última volta als Camps Elisis, els equips es van preparar per col·locar els seus esprínters en la millor posició possible i finalment va ser Jean-Patrick Nazon qui va guanyar l'etapa a París. Baden Cooke va ser segon i McEwen tercer, de manera que Cooke es va col·locar primer en la classificació de la regularitat. Armstrong, Ullrich i Vinokúrov van pujar al podi de París per finalitzar l'edició del centenari del Tour de França. Armstrong va declarar:«És un somni guanyar el meu cinquè Tour. Ara és difícil pensar-hi... aquest any, el Tour ha estat molt difícil, el més difícil, però ara estic molt feliç perquè s'ha acabat i estic molt cansat. Segur que l'any que ve hi tornaré, m'estimo el ciclisme. M'estimo la meva feina i l'any que ve tornaré a per la sisena victòria.»

## Classificacions finals

### Classificació general
|    | Ciclista            | Equip             | Temps       |
| -- | ------------------- | ----------------- | ----------- |
| 1  | Lance Armstrong     | US Postal         | 83h 41' 12" |
| 2  | Jan Ullrich         | Team Bianchi      | + 1' 01"    |
| 3  | Aleksandr Vinokúrov | Team Telekom      | + 4' 14"    |
| 4  | Tyler Hamilton      | Team CSC          | + 6' 17"    |
| 5  | Haimar Zubeldia     | Euskaltel-Euskadi | + 6' 51"    |
| 6  | Iban Mayo           | Euskaltel-Euskadi | + 7' 06"    |
| 7  | Ivan Basso          | Fassa Bortolo     | + 10' 12"   |
| 8  | Christophe Moreau   | Crédit Agricole   | + 12' 28"   |
| 9  | Carlos Sastre       | Team CSC          | + 18' 49"   |
| 10 | Francisco Mancebo   | iBanesto.com      | + 19' 15"   |

### Classificació de la regularitat
|    | Ciclista           | Equip                  | Punts |
| -- | ------------------ | ---------------------- | ----- |
| 1  | Baden Cooke        | FDJeux.com             | 216   |
| 2  | Robbie McEwen      | Lotto-Domo             | 214   |
| 3  | Erik Zabel         | Team Telekom           | 188   |
| 4  | Thor Hushovd       | Crédit Agricole        | 173   |
| 5  | Luca Paolini       | Quick Step-Davitamon   | 156   |
| 6  | Jean-Patrick Nazon | Jean Delatour          | 154   |
| 7  | Stuart O'Grady     | Crédit Agricole        | 153   |
| 8  | Fabrizio Guidi     | Team Bianchi           | 122   |
| 9  | Jan Ullrich        | Team Bianchi           | 112   |
| 10 | Damien Nazon       | Brioches La Boulangère | 107   |

### Classificació de la muntanya
|    | Ciclista            | Equip                | Punts |
| -- | ------------------- | -------------------- | ----- |
| 1  | Richard Virenque    | Quick Step-Davitamon | 324   |
| 2  | Laurent Dufaux      | Alessio              | 187   |
| 3  | Lance Armstrong     | US Postal            | 168   |
| 4  | Christophe Moreau   | Crédit Agricole      | 137   |
| 5  | Juan Miguel Mercado | iBanesto.com         | 136   |
| 6  | Iban Mayo           | Euskaltel-Euskadi    | 130   |
| 7  | Haimar Zubeldia     | Euskaltel-Euskadi    | 125   |
| 8  | Jan Ullrich         | Team Bianchi         | 124   |
| 9  | Tyler Hamilton      | Team CSC             | 116   |
| 10 | Paolo Bettini       | Quick Step-Davitamon | 100   |

### Classificació dels joves
|    | Ciclista            | Equip                  | Temps        |
| -- | ------------------- | ---------------------- | ------------ |
| 1  | Denís Ménxov        | iBanesto.com           | 84h 00' 56"  |
| 2  | Mikel Astarloza     | Euskaltel-Euskadi      | + 42' 29"    |
| 3  | Juan Miguel Mercado | iBanesto.com           | + 1h 02' 48" |
| 4  | Sylvain Chavanel    | Brioches La Boulangère | + 1h 05' 17" |
| 5  | Andy Flickinger     | AG2R Prévoyance        | + 1h 09' 09" |
| 6  | Michael Rogers      | Quick Step-Davitamon   | + 1h 17' 44" |
| 7  | Matthias Kessler    | Team Telekom           | + 1h 25' 33" |
| 8  | Ievgueni Petrov     | iBanesto.com           | + 1h 32' 19" |
| 9  | Jérome Pineau       | Brioches La Boulangère | + 1h 51' 49" |
| 10 | Franco Pellizotti   | Alessio                | + 2h 01' 08" |

### Classificació per equips
|    | Equip                  | Temps        |
| -- | ---------------------- | ------------ |
| 1  | Team CSC               | 248h 18' 18" |
| 2  | iBanesto.com           | + 21' 46"    |
| 3  | Euskaltel-Euskadi      | + 44' 59"    |
| 4  | US Postal              | + 45' 53"    |
| 5  | Team Bianchi           | + 1h 12' 40" |
| 6  | Team Telekom           | + 1h 38' 45" |
| 7  | Quick Step-Davitamon   | + 2h 02' 17" |
| 8  | Brioches La Boulangère | + 2h 02' 36" |
| 9  | AG2R Prévoyance        | + 2h 08' 06" |
| 10 | Cofidis                | + 2h 08' 56" |

### Ciclista Supercombatiu
|   | Ciclista            | Equip        |
| - | ------------------- | ------------ |
| 1 | Aleksandr Vinokúrov | Team Telekom |

### Classificació del centenari
|    | Ciclista          | Equip                    | Punts |
| -- | ----------------- | ------------------------ | ----- |
| 1  | Stuart O'Grady    | Crédit Agricole          | 82    |
| 2  | Thor Hushovd      | Crédit Agricole          | 86    |
| 3  | Fabrizio Guidi    | Team Bianchi             | 103   |
| 4  | Luca Paolini      | Quick Step-Davitamon     | 118   |
| 5  | Gerrit Glomser    | Saeco Macchine per Caffè | 123   |
| 6  | Jan Ullrich       | Team Bianchi             | 165   |
| 7  | Damien Nazon      | Brioches La Boulangère   | 169   |
| 8  | Baden Cooke       | FDJeux.com               | 184   |
| 9  | Bradley McGee     | FDJeux.com               | 188   |
| 10 | Christophe Moreau | Crédit Agricole          | 210   |

## Evolució de les classificacions
| Etapa  | Vencedor            | Classificació general | Classificació per punts | Classificació de la muntanya | Classificació dels joves | Classificació per equips | Premi de la combativitat | Classificació del centenari |
| Pròleg | Bradley McGee       | Bradley McGee         | Bradley McGee           | N/A                          | Vladímir Karpets         | US Postal                | N/A                      | N/A                         |
| 1      | Alessandro Petacchi | Bradley McGee         | Robbie McEwen           | Christophe Mengin            | Andy Flickinger          | US Postal                | Andy Flickinger          | N/A                         |
| 2      | Baden Cooke         | Bradley McGee         | Robbie McEwen           | Christophe Mengin            | Baden Cooke              | US Postal                | Frédéric Finot           | N/A                         |
| 3      | Alessandro Petacchi | Jean-Patrick Nazon    | Robbie McEwen           | Christophe Mengin            | Baden Cooke              | US Postal                | Anthony Geslin           | N/A                         |
| 4      | US Postal           | Víctor Hugo Peña      | Robbie McEwen           | Christophe Mengin            | Vladímir Karpets         | US Postal                | N/A                      | N/A                         |
| 5      | Alessandro Petacchi | Víctor Hugo Peña      | Robbie McEwen           | Frédéric Finot               | Vladímir Karpets         | US Postal                | Frédéric Finot           | N/A                         |
| 6      | Alessandro Petacchi | Víctor Hugo Peña      | Alessandro Petacchi     | Christophe Mengin            | Vladímir Karpets         | US Postal                | René Andrle              | Alessandro Petacchi         |
| 7      | Richard Virenque    | Richard Virenque      | Baden Cooke             | Richard Virenque             | Denís Ménxov             | Quick Step-Davitamon     | Richard Virenque         | Baden Cooke                 |
| 8      | Iban Mayo           | Lance Armstrong       | Baden Cooke             | Richard Virenque             | Denís Ménxov             | Euskaltel-Euskadi        | Nicolas Portal           | Baden Cooke                 |
| 9      | Aleksandr Vinokúrov | Lance Armstrong       | Baden Cooke             | Richard Virenque             | Denís Ménxov             | Euskaltel-Euskadi        | Jörg Jaksche             | Baden Cooke                 |
| 10     | Jakob Piil          | Lance Armstrong       | Baden Cooke             | Richard Virenque             | Denís Ménxov             | Team CSC                 | José Gutiérrez           | Damien Nazon                |
| 11     | Joan Antoni Flecha  | Lance Armstrong       | Baden Cooke             | Richard Virenque             | Denís Ménxov             | Team CSC                 | Joan Antoni Flecha       | Baden Cooke                 |
| 12     | Jan Ullrich         | Lance Armstrong       | Baden Cooke             | Richard Virenque             | Denís Ménxov             | iBanesto.com             | N/A                      | Baden Cooke                 |
| 13     | Carlos Sastre       | Lance Armstrong       | Baden Cooke             | Richard Virenque             | Denís Ménxov             | Team CSC                 | Carlos Sastre            | Baden Cooke                 |
| 14     | Gilberto Simoni     | Lance Armstrong       | Baden Cooke             | Richard Virenque             | Denís Ménxov             | Team CSC                 | Laurent Dufaux           | Baden Cooke                 |
| 15     | Lance Armstrong     | Lance Armstrong       | Baden Cooke             | Richard Virenque             | Denís Ménxov             | Team CSC                 | Sylvain Chavanel         | Baden Cooke                 |
| 16     | Tyler Hamilton      | Lance Armstrong       | Baden Cooke             | Richard Virenque             | Denís Ménxov             | Team CSC                 | Tyler Hamilton           | Baden Cooke                 |
| 17     | Servais Knaven      | Lance Armstrong       | Baden Cooke             | Richard Virenque             | Denís Ménxov             | Team CSC                 | Servais Knaven           | Baden Cooke                 |
| 18     | Pablo Lastras       | Lance Armstrong       | Robbie McEwen           | Richard Virenque             | Denís Ménxov             | Team CSC                 | Andy Flickinger          | Baden Cooke                 |
| 19     | David Millar        | Lance Armstrong       | Robbie McEwen           | Richard Virenque             | Denís Ménxov             | Team CSC                 | N/A                      | Stuart O'Grady              |
| 20     | Jean-Patrick Nazon  | Lance Armstrong       | Baden Cooke             | Richard Virenque             | Denís Ménxov             | Team CSC                 | Bram de Groot            | Stuart O'Grady              |
| Final  | Final               | Lance Armstrong       | Baden Cooke             | Richard Virenque             | Denís Ménxov             | Team CSC                 | Aleksandr Vinokúrov      | Stuart O'Grady              |